# Пат и Паташон
Пат и Паташон (нем. Pat & Patachon) — датский дуэт актёров-комиков эпохи немого кино. Пат — высокий и худой, задумчивый меланхолик; Паташон — низенький толстяк, подвижный и шустрый. Имена героев были заимствованы из немецкого языка, в оригинале персонажей звали Маяк и Улей (дат. Fy og Bi или Fyrtaarnet og Bivognen).

## История
Датский дуэт комиков Карла Шенстрёма (Пат) и Харальда Мадсена (Паташон) снимался в 1921—1940 годах, их фильмография состоит из более чем полусотни фильмов.
До кинокарьеры Шенстрём был переплётчиком в книжной мастерской, Мадсен служил клоуном в цирке. В кино партнёры выбрали для себя характерные роли: долговязый и тощий Пат демонстрировал спокойствие и невозмутимость, толстенький, неуклюжий и суетливый Паташон втягивал своего товарища в сомнительные истории, из которых сам легко выкручивался. Разнообразие комических ситуаций, в которые попадала эта парочка, обеспечило им любовь зрителей по всей Европе. Сюжет фильмов был незамысловат и традиционен для комедий положения того времени. Идея создания дуэта принадлежала режиссёру Лау Лауритцену.
В СССР прокат получили лишь несколько из этих фильмов: «Кино, флирт и обручение», «Он, она и Гамлет» и «Дон Кихот» (1925). Тем не менее популярность и узнаваемость их героев была высокой и здесь.
В 1925 году комической миниатюрой «Пат, Паташон и Чарли Чаплин» начали свою карьеру будущие народные артисты СССР Николай Черкасов (Пат) и Борис Чирков (Паташон) в пародийном трио с Петром Берёзовым (Чаплин). В 1926—1929 годах этот номер они исполняли на эстраде Ленинградского «Свободного театра». Впрочем, в киноленте «Фильм-концерт» (1940) роль Паташона в номере «Чарли Чаплин, Пат и Паташон» играл Роман Юрьев-Лунц.
В Дании дуэт был известен как «Маяк и Прицеп» (дат. Fyrtaarnet og Bivognen), в Великобритании как «Длинный и Короткий», во Франции — Дубльпат и Паташон (фр. Doublepatte et Patachon)..
В настоящее время их имена используются как синонимы слов «высокий» и «маленький» — нарицательным именем «Пат и Паташон» называют двух людей с очень разным телосложением.